# Joslyn Hoyte-Smith
Joslyn Yvonne Hoyte-Smith  (ur. 16 grudnia 1954 na Barbadosie) – angielska lekkoatletka specjalizująca się w biegach sprinterskich, dwukrotna uczestniczka letnich igrzysk olimpijskich (Moskwa 1980, Los Angeles 1984), brązowa medalistka olimpijska z Moskwy w biegu sztafetowym 4 × 400 metrów.

## Sukcesy sportowe
- siedmiokrotna medalistka mistrzostw Wielkiej Brytanii w biegu na 400 metrów – trzykrotnie złota (1979, 1981, 1983), trzykrotnie srebrna (1978, 1980, 1982) oraz brązowa (1984)[1]
- sześciokrotna medalistka mistrzostw Anglii w biegu na 400 metrów – trzykrotnie złota (1978, 1979, 1981) oraz trzykrotnie srebrna (1980, 1982, 1983)[2]
- srebrna medalistka mistrzostw Anglii w biegu na 200 metrów – 1981

| Rok  | Miasto      | Zawody                     | Konkurencja                      | Wynik                  |
| ---- | ----------- | -------------------------- | -------------------------------- | ---------------------- |
| 1978 | Edmonton    | Igrzyska Wspólnoty Narodów | sztafeta 4 × 400 m bieg na 400 m | złoty medal 4. miejsce |
| 1978 | Praga       | Mistrzostwa Europy         | sztafeta 4 × 400 m               | 4. miejsce             |
| 1980 | Moskwa      | Igrzyska olimpijskie       | sztafeta 4 × 400 m               | brązowy medal          |
| 1981 | Rzym        | Puchar świata              | sztafeta 4 × 400 m               | 2. miejsce             |
| 1982 | Brisbane    | Igrzyska Wspólnoty Narodów | bieg na 400 m                    | brązowy medal          |
| 1982 | Ateny       | Mistrzostwa Europy         | sztafeta 4 × 400 m               | 5. miejsce             |
| 1984 | Los Angeles | Igrzyska olimpijskie       | sztafeta 4 × 400 m               | 4. miejsce             |

## Rekordy życiowe
- bieg na 400 metrów (stadion) – 50,75 – Londyn 18/06/1982